# 유두동물
유두동물(有頭動物, Craniata 또는 Craniota)은 먹장어(Myxini)와 두갑류(Cephalaspidomorphi, 칠성장어를 포함), 그리고 유악하문(Gnathostomata, 턱뼈가 있는 척추동물)을 포함하는 척삭 동물로 제안된 분류군이다. 유두동물(Craniata)이라는 명칭은 두개골을 뜻하는 cranium에서 유래하였다.

## 하위 분류
- 척추동물아문 (Vertebrata)
  - 무악상강 (Agnatha)
    - 칠성장어강 (Hyperoartia) (논란 중)
    - 먹장어강 (Myxini)

  - 두갑류 (Cephalaspidomorphi) (논란 중)
  - 유악상강 (Gnathostomata)